# Желябовка
Желя́бовка (до 1925 — Андрі́ївка, до другої половини XIX ст. — Чая́; крим. Çaya) — село в Україні, у Білогірському районі Автономної Республіки Крим.
Відстань від райцентру до населеного пункта становить 40 кілометрів по прямій.
У 2023 році у проєкті Постанови Верховної Ради України «Про перейменування деяких населених пунктів Автономної Республіки Крим» село запропоновано перейменувати на Чая.

## Історія
Місцевість, де виникло село, була заселена в далеку давнину. Поблизу Желябовки виявлено поселення періоду бронзи, досліджено кургани з похованнями доби міді, бронзи, скіфські, а також могильник раннього середньовіччя. На території села Тарасівни (гора Онук) збереглися руїни античного міста Кіммеріка.
До анексії Криму Російською імперією на території нинішнього села Желябовки було невелике кримськотатарське селище Орус Коджа (Урус Коджа), яке входило до складу Насивського кадилику Карасубазарського каймаканства. 1816 року тут налічувалося 22 двори.
Після Кримської війни (1853—1856 рр.) більшість кримськотатарського населення села емігрувала до Туреччини. Навколишні землі одержали учасники Кримської війни поміщик Андрій Нелідов — 600 десятин та морські офіцери брати Соїчі — по 300 десятин. У 60—70 рр. XIX ст. сюди прибули селяни з внутрішніх губерній Росії. 1864 року у 8 дворах проживало 35 чоловік. У 1861—1864 рр. на лівому березі Біюк-Карасу нові переселенці — болгари заснували невелике селище Чая, яке, розростаючись, поступово злилося з Орус Коджою. Об'єднаний населений пункт став називатись Чая. Через 20 років його перейменували на Андріївку.
Станом на 1886 у болгарській колонії Андріївка Кишлавської волості Феодосійського повіту Таврійської губернії мешкало 473 особи, налічувалось 73 дворових господарства, існували каплиця, школа та лавка.

## Видатні уродженці
- Верховський Валерій Дмитрович — український письменник-фантаст, журналіст, перекладач.
- Соїч Олег Владиславович — український радянський діяч.

## Додаткова література
- стаття Желябовка — Інформаційно-пізнавальний портал | Кримська область у складі УРСР [Архівовано 29 вересня 2013 у Wayback Machine.] (На основі матеріалів енциклопедичного видання про історію міст та сіл України, том — Історія міст і сіл Української РСР. Кримська область. — К.: Головна редакція УРЕ АН УРСР, 1970. — 992 с.)